# Distretto di Izmaïl
Il distretto di Izmail (in ucraino Ізмаїльський район?, Izmaïl's'kyj rajon) è un distretto nell'oblast' di Odessa  in Ucraina. Il suo centro amministrativo è la città di Izmaï.Ha una popolazione di 204 745 abitanti..
Il 18 luglio 2020, come parte della riforma amministrativa dell'Ucraina, il numero di distretti dell'oblast di Odessa è stato ridotto a sette e l'area del distretto di Izmaïl è stata notevolente ampliata.

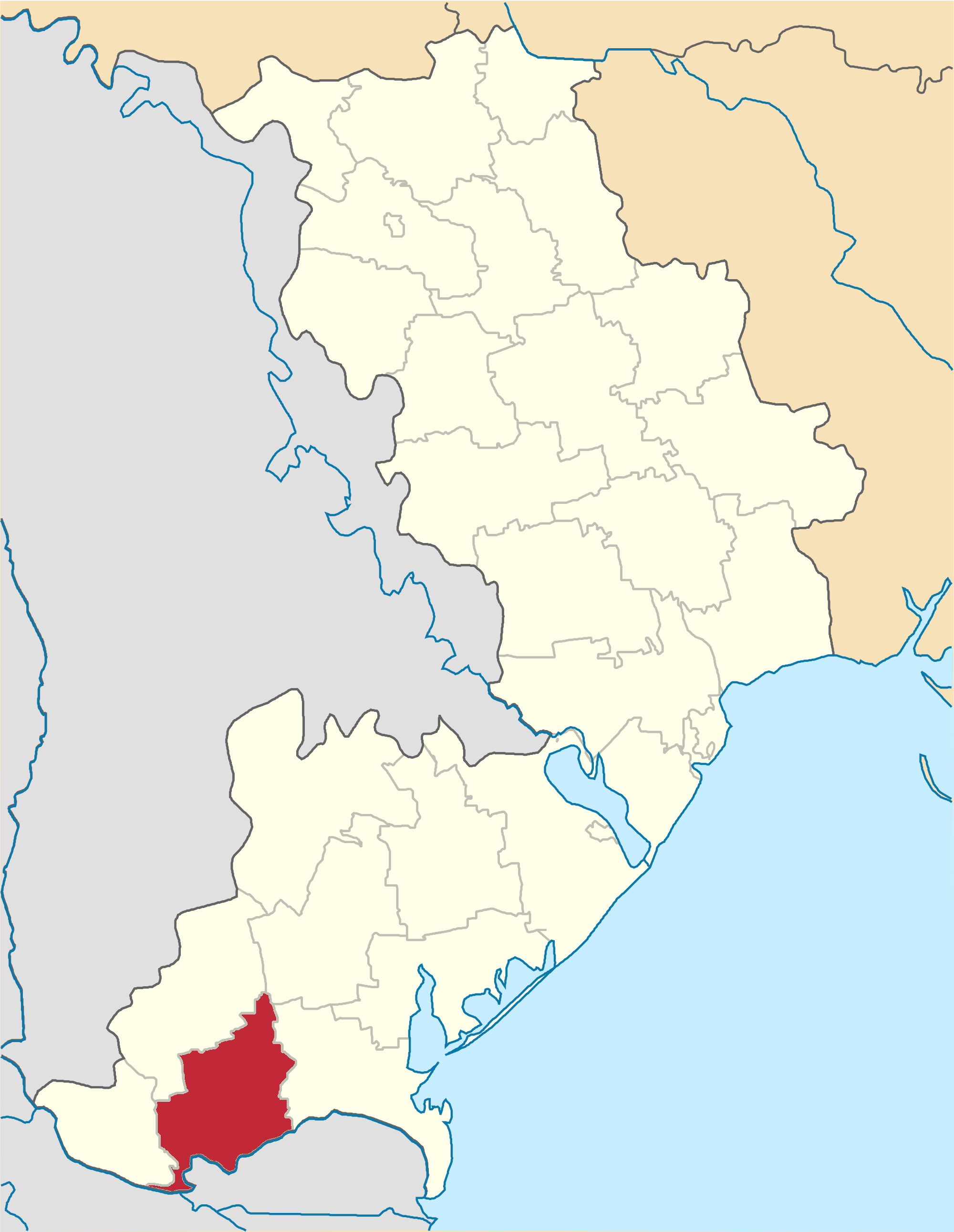
Territorio del distretto prima della riforma amministrativa del 2020

## Storia
Il distretto fu istituito nel 1940 dopo l'occupazione sovietica della Bessarabia ricomprendendo parte della contea di Ismail della Romania nella neonata oblast' di Ismail, poi accorpata all'oblast' di Odessa nel 1954.
Nell'ambito della riforma amministrativa del 2020 il territorio del distretto si è notevolmente espanso assorbendo i territori degli ex distretti di Kilija e Reni.

## Suddivisioni
Il distretto di Izmaïl è suddiviso nelle seguenti comunità territoriali (hromada):
- Izmaïl
- Kilija
- Reni
- Safiany
- Suvorove
- Vylkove